# 船宽

用于描述船舶的尺寸的图形描繪。尺寸“b”是水线处的梁。

船宽（英語：beam），或稱為船輻或船幅，是船的最宽处的宽度。最大船宽（B MAX ）是通过船舶外端的平面之间的距离，船体宽度（B H ）只包括船体的永久固定部分，水线处船宽（B WL ）是最大宽度船体与水面相交的地方。 
一般来说，船（或艇）的船宽越宽，它的初始稳定性就越高，但在发生傾覆时会牺牲次要稳定性，此时需要更多的能量才能将船只从倒置位置恢复过来。一艘以她的横梁末端在航行的船，她的甲板横梁几乎是垂直的。 

## 典型的值
小型帆船的典型长度與宽度的比例（長寬比）为2:1（小艇到拖车帆船约20英尺或6米 ) 到5:1（30英尺或10米以上的赛艇）。
大型船舶的长宽比变化很大，有些高达20:1。
专为静水比赛设计的划艇的长度与宽度的比例可能高达30:1， 而盆舟的比例几乎为1:1一一因為它几乎是圆形的。

## 经验法则 - 公式
许多单体船的船宽可以使用以下公式计算：
{\displaystyle Beam=LOA^{\frac {2}{3}}+1}
其中LOA是全长，所有长度都以英尺为单位。
一些例子：
- 对于标准27英尺（8.2米）游艇：27的立方根是3，3的平方是9，加1=10。许多27英尺单体船的船宽是10英尺（3.05米） 。
- 对于沃尔沃 Open 70等級的游艇：70.5的2/3次方= 17，加1=18。船宽通常在18英尺（5.5米）左右 。
- 对于741英尺（226米）长船：立方根为9，9的平方为81，還要再加1。船宽通常在82英尺（25米）左右 ，例如聖勞倫斯型。

由于双体船有不止一个船体，这种船有不同的船宽计算。

## 中心船宽（BOC）
BOC 代表船在中心線上的寬度。该术语通常与 LOA（总长度）结合使用。 LOA/BOC 的比率用于估计多体船的稳定性。比率越低，船的稳定性就越高。
船舶的BOC测量如下： 对于双体船：从一个船体的中心线到另一个船体的中心线的垂直距离，在甲板高度测量。对于三体船：主船体中心线与任一海马中心线之间的垂直距离，在甲板高度测量。

## 其他的船宽
在航海语境中，“beam”的其他含义是：
- 横樑(Beam)——种类似于地板托梁的木材，从船体的一侧水平橫過船延伸到船的另一侧。
- 卡林(Carlin)一一类似于船宽，只不過是在船首到船尾的方向上。
- 正横（ABeam）一一横穿船只的方向，垂直于船首和船尾；据说有东西在那个方向是正向的。